# Ренокур
Реноку́р (фр. Renaucourt) — коммуна во Франции, находится в регионе Франш-Конте. Департамент — Верхняя Сона. Входит в состав кантона Дампьер-сюр-Салон. Округ коммуны — Везуль.
Код INSEE коммуны — 70442.

## География

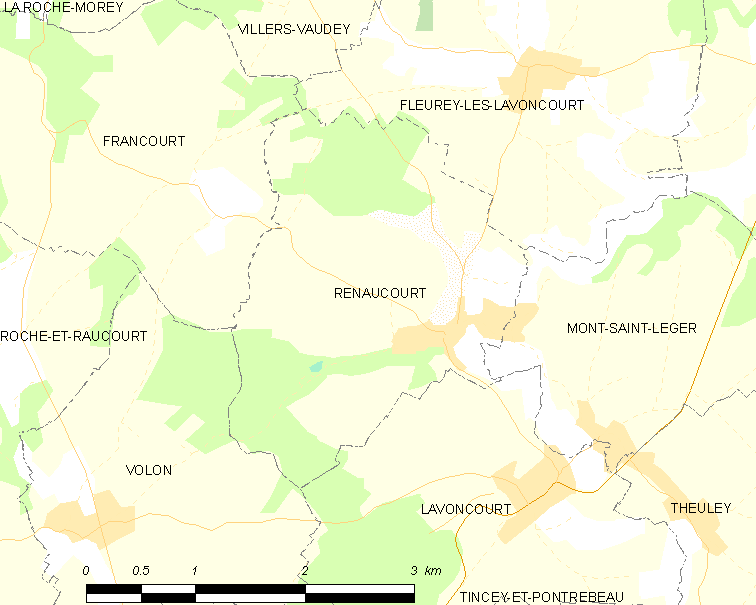
Карта коммуны

Коммуна расположена приблизительно в 290 км к юго-востоку от Парижа, в 50 км северо-западнее Безансона, в 29 км к западу от Везуля.
На востоке коммуны протекает река Гуржона.

## Население
Население коммуны на 2010 год составляло 107 человек.
| 1962 | 1968 | 1975 | 1982 | 1990 | 1999 | 2010 |
| ---- | ---- | ---- | ---- | ---- | ---- | ---- |
| 122  | 139  | 123  | 105  | 114  | 115  | 107  |

## Администрация
| Период | Период | Фамилия     | Партия | Примечания |
| ------ | ------ | ----------- | ------ | ---------- |
| 2001   | 2006   | Реймон Багю |        |            |
| 2006   | 2014   | Ален Нико   |        |            |

## Экономика
В 2010 году среди 67 человек трудоспособного возраста (15—64 лет) 49 были экономически активными, 18 — неактивными (показатель активности — 73,1 %, в 1999 году было 69,8 %). Из 49 активных жителей работали 44 человека (25 мужчин и 19 женщин), безработных было 5 (3 мужчин и 2 женщины). Среди 18 неактивных 3 человека были учениками или студентами, 10 — пенсионерами, 5 были неактивными по другим причинам.

## Достопримечательности
- Крест около моста через реку Гуржона (XVII век). Исторический памятник с 1975 года[3]